# Franco Del Giglio
Franco José Del Giglio Grossi (* 7. Januar 1993 in Rosario) ist ein ehemaliger argentinisch-italienischer Fußballspieler.

## Karriere
Del Giglio begann seine Karriere bei Rosario Central. 2010 wechselte er zum CA River Plate. Bei River Plate schaffte er allerdings nie den Sprung zum Profi und so wechselte er im Januar 2015 leihweise nach Kolumbien zum Erstligisten Cúcuta Deportivo. Sein Debüt in der Categoría Primera A gab er im Februar 2015, als er am vierten Spieltag der Saison 2015 gegen den Millonarios FC in der 68. Minute für Miguel Antonio Pérez eingewechselt wurde.
Nach fünf Ligaspielen in Kolumbien verließ er Cúcuta im Sommer 2015 wieder. Im Februar 2016 schloss er sich dem CA Mitre an. Im Sommer 2016 wechselte er zum CA Argentino Rosario.
Im Januar 2017 wurde Del Giglio vom österreichischen Regionalligisten ATSV Wolfsberg verpflichtet. Im Folgejahr lief er für den chilenischen Klub Coquimbo Unido auf.